# Lempholemma degelianum
Lempholemma degelianum är en lavart som beskrevs av Per Magnus Jørgensen. Lempholemma degelianum ingår i släktet Lempholemma, och familjen Lichinaceae. Arten är reproducerande i Sverige.